# عمارة موضوعية جديدة

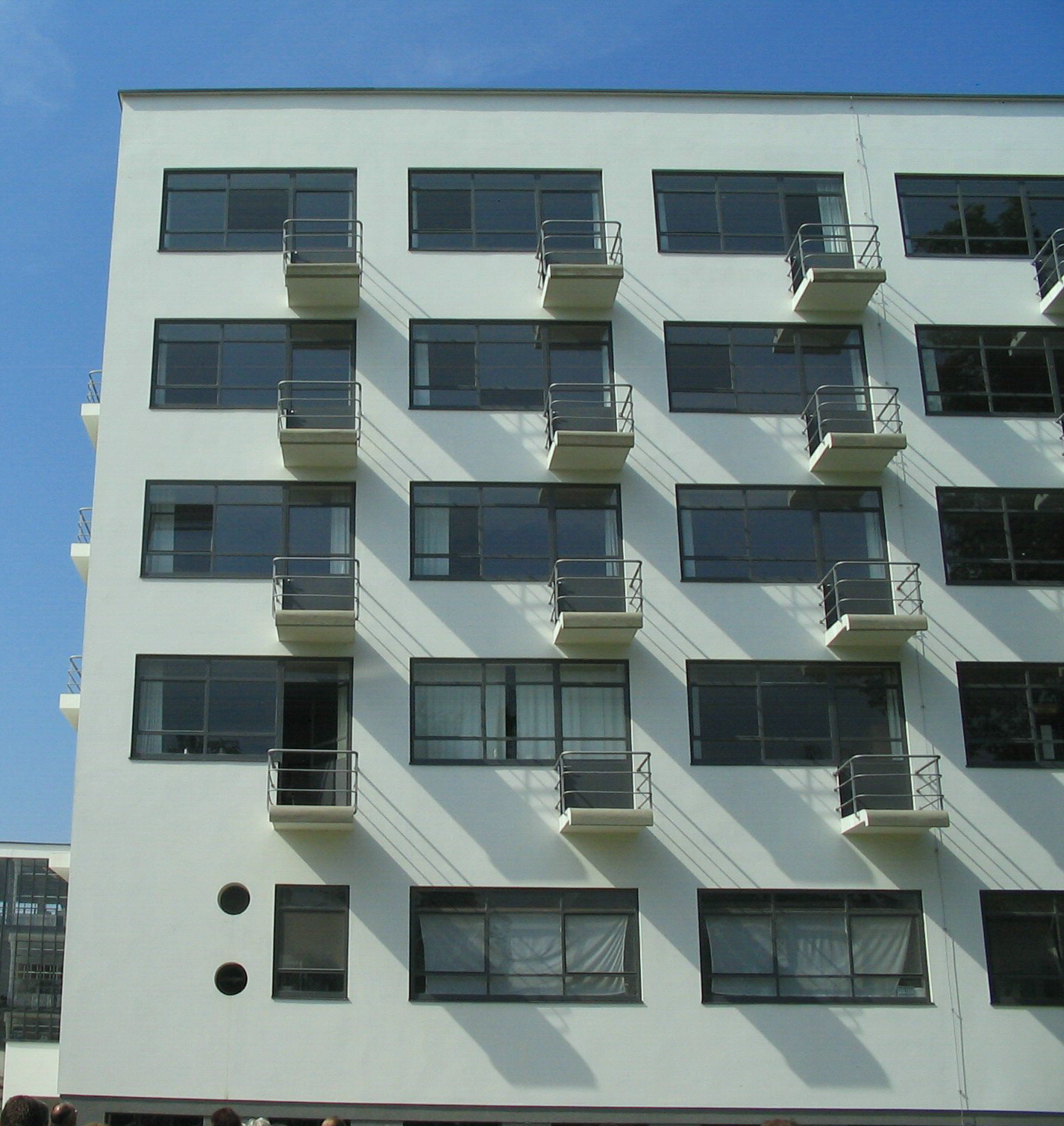
مبنى باوهاوس لوالتر غروبيوس.

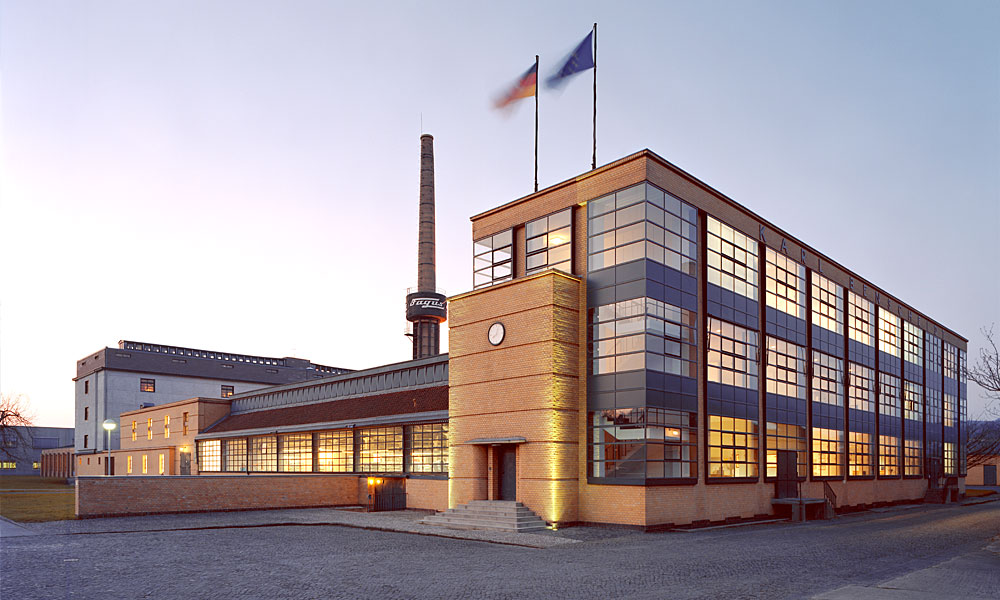
مصنع فاغوس، تصميم والتر غروبيوس وأدولف ماير عام 1913.

الموضوعية الجديدة (بالألمانية: Neue Sachlichkeit)، تُترجم أحيانًا إلى الرصانة الجديدة) هو مصطلح يُطلق غالبًا على العمارة الحديثة التي ظهرت في أوروبا بشكل عام والمناطق الناطقة بالألمانية بشكل خاص، في عشرينيات وثلاثينيات القرن العشرين. يطلق عليها بشكل متكرر البنائية الجديدة (بالألمانية: Neues Bauen). أعادت الموضوعية الجديدة تشكيل العديد من المدن الألمانية في هذه الفترة.

## ويركبوند والتعبيرية
تعود أقدم الأمثلة لهذا الأسلوب في الواقع إلى ما قبل الحرب العالمية الأولى، برعاية دويتشر ويركبوند ومحاولتها لتوفير وجه حديث لألمانيا. مارس العديد من المعماريين الذين ارتبطوا بالموضوعية الجديدة نمطًا مماثلًا في أعوام 1910، مستخدمين الأسطح الزجاجية وتكوينات هندسية حادة. من الأمثلة على ذلك مصنع فاغوس لوالتر غروبيوس وأدولف ماير عام 1911، أو المتجر متعدد الأقسام في بريسلاو (فروتسواف) لهانز بولزيج. على الرغم من ذلك، عقب الحرب، عمل هؤلاء المعماريون (بالإضافة إلى آخرين مثل برونو توت) في مجلس العمل للفن الثوري، والعمارة التعبيرية الرائدة، خاصة من خلال السلسلة الزجاجية السرية. كانت الأعمال المبكرة لباوهاوس، مثل منزل سومرفيلد، ضمن هذا السياق. ديناميكية التعبيرية واستخدام الزجاج (سواء للشفافية أو تأثيرات الألوان) كونت عماد للموضوعية الجديدة.

## تأثير دي ستايل والبنائية
جاء التحول من التعبيرية نحو الأنماط الحداثية المألوفة في منتصف أواخر عشرينيات القرن العشرين تحت تأثير حركة الطليعية الهولندية، وخاصة دي ستايل، التي كيّف مهندسوها مثل جان ويلس جيكوب اود الأفكار المستمدة من فرانك لويد رايت إلى إسكانات اجتماعية تكعيبية، متأثرة بما أسماه تيو فان دوسبورخ «جمالية الآلة». وجّه تأثير البنائية أيضًا المعماريين الألمان بعيدًا عن التعبيرية، وخاصة إل ليسيتزكي وفخامتيماس، اللذان أقاما في برلين بشكل متكرر خلال أوائل عشرينيات القرن العشرين. مؤثر آخر كان عمل لو كوربوزييه في فرنسا، مثل مقترحاته لمنزل «سيتروهان» الخرساني. بالإضافة إلى ذلك، كان إريك مندلسون يبتعد بالفعل عن التعبيرية نحو أشكال أكثر انسيابية وديناميكية، كما هو الحال في مكاتب الصحف في موسسهوس ومصنع جليفيس ويخسمان، كلاهما في الأعوام 1921-1922.

## انتشار الموضوعية الجديدة
تشكل تيار يساري ذو توجه تكنولوجي في سويسرا وهولندا يسمي أيه بي سي جروب. تألف التيار من متعاونين مع إل ليسيتزكي، مثل مارت ستام وهاينس ماير، الذين كان أعظم عملهم هو التوسع الزجاجي لمصنع فان نيل في روتردام. استخدمت خطوط الموضوعية الجديدة النظيفة في المدارس والمباني العامة، من قبل ماي في فرانكفورت، وفي مدرسة آيه دي جي بي النقابية لهاينس ماير في بيرناو، ومدرسة ألكسندر فون هامبولت لماكس تاوت في برلين، وكذلك إدارة الشرطة ومباني المكاتب في برلين لمارتن فاغنر. صُممت دور السينما، والتي أثرت تأثيرًا كبيرًا على الأسلوب الحداثي الانسيابي في قصور الأفلام، من قبل إريك مندلسون وهانز بولزيغ. طُور أسلوب مركب يستخدم التكوينات الجديدة مع البناء الحجري التقليدي من قبل بولزيق في دار البث في برلين، وبناية آي جي فاربن في فرانكفورت؛ ومن قبل اميل فهرينكامب في مبنى شل هاوس الانسيابي في برلين. في الوقت نفسه، تطورت عمارة إريك مندلسون إلى «وظيفية ديناميكية» للتجارة، ويُرى ذلك في متاجره متعددة الاستخدامات الانحنائية مثل كولومبوس-هاوس في برلين (هُدمت في الخمسينيات)، وفي متاجر شوكين متعددة الأقسام في شتوتغارت (هدمت في الستينيات)، وكيمنتس، وفروتسواف. أسس روبرت فورهويلزر وروبرت بويرفلين في ميونخ «مدرسة البريد البافارية»، وبنوا العديد من مكاتب البريد بالأسلوب الحديث في الوقت الذي كان التيار المعماري لعشرينيات وثلاثينيات القرن العشرين في ميونيخ ما زال يفضل «الأسلوب المنزلي» الحنيني.
كان للكساد العظيم، الذي بدأ في عام 1929، تأثير كارثي على الموضوعية الجديدة، بسبب اعتماد ألمانيا المالي على الولايات المتحدة. أُجلت العديد من العقارات والمشاريع المخطط لها في فرانكفورت وبرلين إلى أجل غير مسمى، واُستقطبت المهنة المعمارية سياسياً، وتمثل هذا في إقالة مدير مدرسة الباوهاوس هاينس ماير في عام 1930 -الذي أكّد مع زملائه لودفيغ هيلبرسيمير ومارت ستام، على أهمية الطبقة العاملة والإسكان الجماعي - ليحل محله ميس فان دير روه، الذي اكسباه تصميمه لجناح برشلونة وفيلا توغندهات شهرة كمزود رفاهية للأثرياء، وشرع في تحويل باوهاوس إلى مدرسة خاصة.

## التشتت والنفي
استمر العمل المهم داخل ألمانيا حتى أوائل الثلاثينيات، ولا سيما في عقار سيمنسستادت الدائري في برلين، والذي خططه هانز شارون كنسخة أكثر فردية وإنسانية من صيغة الإسكان السكني ذات «الوجود الأدنى». لكن الجو السياسي أصبح أسوء خلال الوقت، مع صحافة معادية مفتوحة، وضغط مباشر على المعماريين اليهود و/أو الاشتراكيين الديمقراطيين لمغادرة البلاد. ذهب العديد من الحداثيين الألمان البارزين إلى الاتحاد السوفيتي. منذ عام 1920، كانت موسكو موقعًا للمدرسة الفنية والفنية التي تديرها الدولة الروسية، وهي موازية قريبة للباوهاوس وفخامتيماس، وكان هناك اتصال ثقافي كبير من خلال التلاقح المتبادل من إل ليسيتزكي. كان لدى روسيا خطط ضخمة لمدن كاملة لإسكان العمال، وعين على اكتساب الخبرة الألمانية. انتقل إرنست ماي، وستام، وشوت ليهوتزكي إلى هناك في عام 1930 لتصميم مدن جديدة مثل مغنيتاغورسك، مع ما يسمى «فريق الباوهاوس» التابع لهاينس ماير، والذي تبعه برونو توت لاحقًا.
التجربة الروسية انتهت قبل أن تبدأ، إذ تبين أن ظروف العمل يائسة، والإمدادات مستحيل الحصول عليها، والعمال غير مهرة وغير مهتمين. أثار قبول ستالين لمقترح قصر السوفييت «الرجعي» في مسابقة فبراير 1932 رد فعل قوي من المجتمع الحداثي الدولي، وخاصة لو كوربوزييه. فقد الحداثيون للتو أكبر زبائنهم. أدت السياسة الروسية الداخلية إلى قتال شرس بين نقابات المعماريين الروس، وحملة شرسة ضد «المتخصصين» الأجانب. بعض المصممين لم ينجوا من التجربة.
غادر آخرون ألمانيا إلى اليابان، أو إلى مجتمع المنفيين الألمان في إسطنبول. انتهى الأمر في ذهاب كبار المعماريين في المجتمع الحداثي لأماكن بعيدة مثل كينيا، والمكسيك، والسويد.
في الولايات المتحدة، أنشأ نشر معرض وكتاب الأسلوب الدولي موما المبتكر لفيليب جونسون وهنري راسل هيتشكوك عام 1932 «شريعة» رسمية للأسلوب، مع تركيز على ميس وغروبيوس ولو كوربوزييه. اُهتم بهؤلاء الثلاثة على حساب السياق الاجتماعي الديمقراطي للبنائية الجديدة، والمنطق المعماري للمساكن المنتجة على نطاق واسع تحت رعاية الدولة. سخر جونسون وهيتشكوك من «الوظيفيين المتعصبين» مثل هانز ماير لبناء «سوبرمان بروليتاري للمستقبل». على الرغم من تجريدها من معناها الاجتماعي والصرامة الفكرية عند استيرادها إلى الولايات المتحدة، إلا أن الموضوعية الجديدة أثرت تأثيرًا كبيرًا على تطور عمارة ما بعد الحرب في عمارة الحداثة حول العالم.
أثار وصف الموضوعية الجديدة كأسلوب معماري في البداية خلافًا قويًا من قبل ممارسيها. بكلمات غروبيوس، كانوا يعتقدون أن المباني يجب أن «تتشكل من خلال القوانين الداخلية دون أكاذيب وألعاب»، وأن ممارسة البناء ستتجاوز استخدام الزخرفة وأي تصنيف أسلوبي. يلتقط مصطلح البنائية الجديدة في الألمانية والذي يرجع تاريخه إلى كتاب من تأليف إروين جوتكند عام 1919 هذه الفكرة، لأن البنائية يشير إلى «البناء» في مقابل «العمارة».

## وصلات خارجية
- ملف صور مفصلة عن الموضوعية الجديدة.[وصلة مكسورة]
- أرشيف الباوهاس في برلين.
- مس فان ديرو في برلين وأمريكا.
- بونو تاوت و ماترتين وانير.
- صور من فرانكفورت - عمارة وفنون.
- مقالة في الجارديان عن مطبخ فرانكفورت.